# Helmut Kurz
Helmut Kurz (ur. 1937) – niemiecki skoczek narciarski startujący w barwach RFN, uczestnik Mistrzostw Świata w Narciarstwie Klasycznym 1962 w Zakopanem.
W lutym 1962 wziął udział w mistrzostwach świata w narciarstwie klasycznym w Zakopanem. W konkursie skoków na skoczni K-60 zajął 43. miejsce, a na skoczni K-90 był 33.
W latach 1957–1966 startował w konkursach Turnieju Czterech Skoczni. Dwukrotnie zajmował miejsca na podium w konkursach tej rangi. Udało mu się to 30 grudnia 1959 w Oberstdorfie oraz 1 stycznia 1965 w Garmisch-Partenkirchen. W obu przypadkach zajął trzecie miejsce. Ponadto, 6 stycznia 1960 w Bischofshofen uplasował się na czwartej pozycji, a trzy lata później w tym samym miejscu był dziesiąty.

## Osiągnięcia

### Mistrzostwa świata
| Mistrzostwa    | Data           | Skocznia | Konkurs | Skok 1    | Skok 1 | Skok 2    | Skok 2 | Skok 3    | Skok 3 | Nota łączna | Miejsce | Strata | Zwycięzca        | Źródło |
| Mistrzostwa    | Data           | Skocznia | Konkurs | Odległość | Nota   | Odległość | Nota   | Odległość | Nota   | Nota łączna | Miejsce | Strata | Zwycięzca        | Źródło |
| -------------- | -------------- | -------- | ------- | --------- | ------ | --------- | ------ | --------- | ------ | ----------- | ------- | ------ | ---------------- | ------ |
| 1962, Zakopane | 21 lutego 1962 | normalna | ind.    | 61,0      | 92,4   | 62,0      | 95,9   | 62,5      | 92,5   | 188,4       | 43.     | 35,2   | Toralf Engan     | [ 2 ]  |
| 1962, Zakopane | 25 lutego 1962 | duża     | ind.    | 86,5      | 99,4   | 87,5      | 97,4   | 86,0      | 62,9   | 196,8       | 33.     | 44,6   | Helmut Recknagel | [ 3 ]  |